# Clematis khasiana
Clematis khasiana är en ranunkelväxtart som först beskrevs av Brühl, och fick sitt nu gällande namn av Wen Tsai Wang. Clematis khasiana ingår i släktet klematisar, och familjen ranunkelväxter. Inga underarter finns listade i Catalogue of Life.